# Особняк Ханнон
Особняк Ханнон (фр. Hôtel Hannon) — дом в стиле модерн, расположенный в районе Сен-Жиль, в Брюссельском столичном регионе, Бельгия.
Здание было построено в 1903—1904 годах для Эдуарда Ханнона (фр.) и является единственной работой в стиле модерн архитектора Жюля Брюнфо.

## Расположение
Особняк Ханнона находится на пересечении авеню Брюгманн (фр.) и авеню Жонксьон в Сен-Жиле.
Адрес: Avenue de la Jonction 1-3, 1060 Saint-Gilles, Бельгия

## История
Эдуард Ханнон, инженер в компании Solvay, художник, искусствовед и фотограф, заказал проектирование и строительство своего будущего дома в стиле модерн, большим любителем которого он являлся, своему другу Жюлю Брюнфо.
До 1965 года в особняке жила семья Ханнон. После смерти дочери владельца здание было заброшено, подверглось вандализму и было под угрозой сноса.
В 1973 году дочь Жюля Брюнфо обратилась в Королевскую комиссию по памятникам и местам и выразила озабоченность по поводу здания построенного её отцом, которое к тому моменту уже несколько лет пустовало. Внешняя часть здания была классифицирована в 1976 году.
Особняк приобретён муниципалитетом в 1979 году, интерьер был классифицирован в 1983 году. Здание прошло капитальный ремонт с 1984 по 1989 годы.
В 1988 году особняк Ханнона передан в распоряжение фотографического пространства «Contretype», которое, в дополнение к сохранению фоторабот Эдуарда Ханнона, продвигает творческую фотографию через выставки, ретроспективы художников и конференций и их публикации. «Contretype» занимал особняк до 2014 года, затем переехал в Cité Fontainas, так же в Сен-Жиле.
По состоянию на 2023 год начата полная реставрация особняка, который затем станет музеем в рамках государственно-частного партнерства с участием муниципалитета Сен-Жиля, Брюссельского столичного региона, фонда St'Art Invest, Музея Орта и потомков Эдуара Ханнона и Гюстава Серрюрье-Бови. Так же посетители смогут вновь увидеть мебель созданную Эмилем Галле, которая хранилась в особняке.

## Архитектура
Фасады особняка сочетают в себе белый кирпич, овильский известняк (фр.) и синий известняк (фр.).
У особняка два сильно асимметричных фасада: короткий однопролетный фасад по авеню Брюгманн и больший двухпролетный фасад вдоль авеню Жонксьон, причем фасады соединены третьим угловым фасадом.
Фасад по авеню Жонксьон представляет собой множество утопленных и выпуклых объёмов. Его центральный пролёт включает большой эркер на втором этаже, опирающийся на каменное основание с двумя небольшими окнами, и покрытый плавно изогнутой кровлей из оцинкованного металла. На этаже над эркером — большой тройное окно под одной аркой, украшенное витражем работы Рафаэля Эвальдре (фр.), на верхнем этаже — двойное окно.
Угол здания, образуемый тремя оконными пролётами, украшен замечательным балконом, чье кованое железо поддерживается каменными колоннами, которые поднимаются от земли до первого этажа, где они «изгибаются улитками». Последний уровень центрального углового фасада украшен большим барельефом работы Виктора Руссо под названием «Прядильщица», который является аллегорией времени.

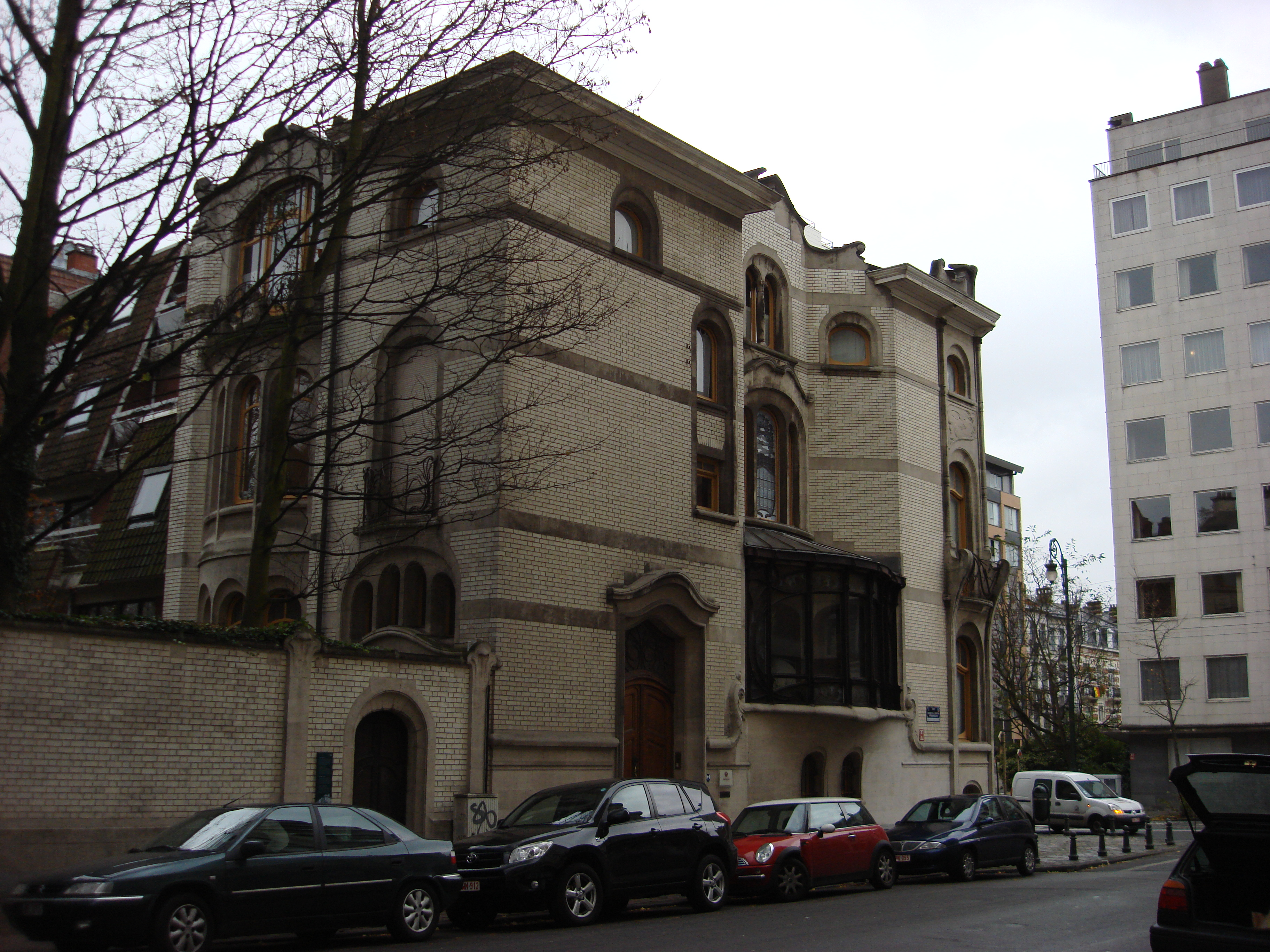
Вид на фасад во дворе и со стороны авеню Жонксьон
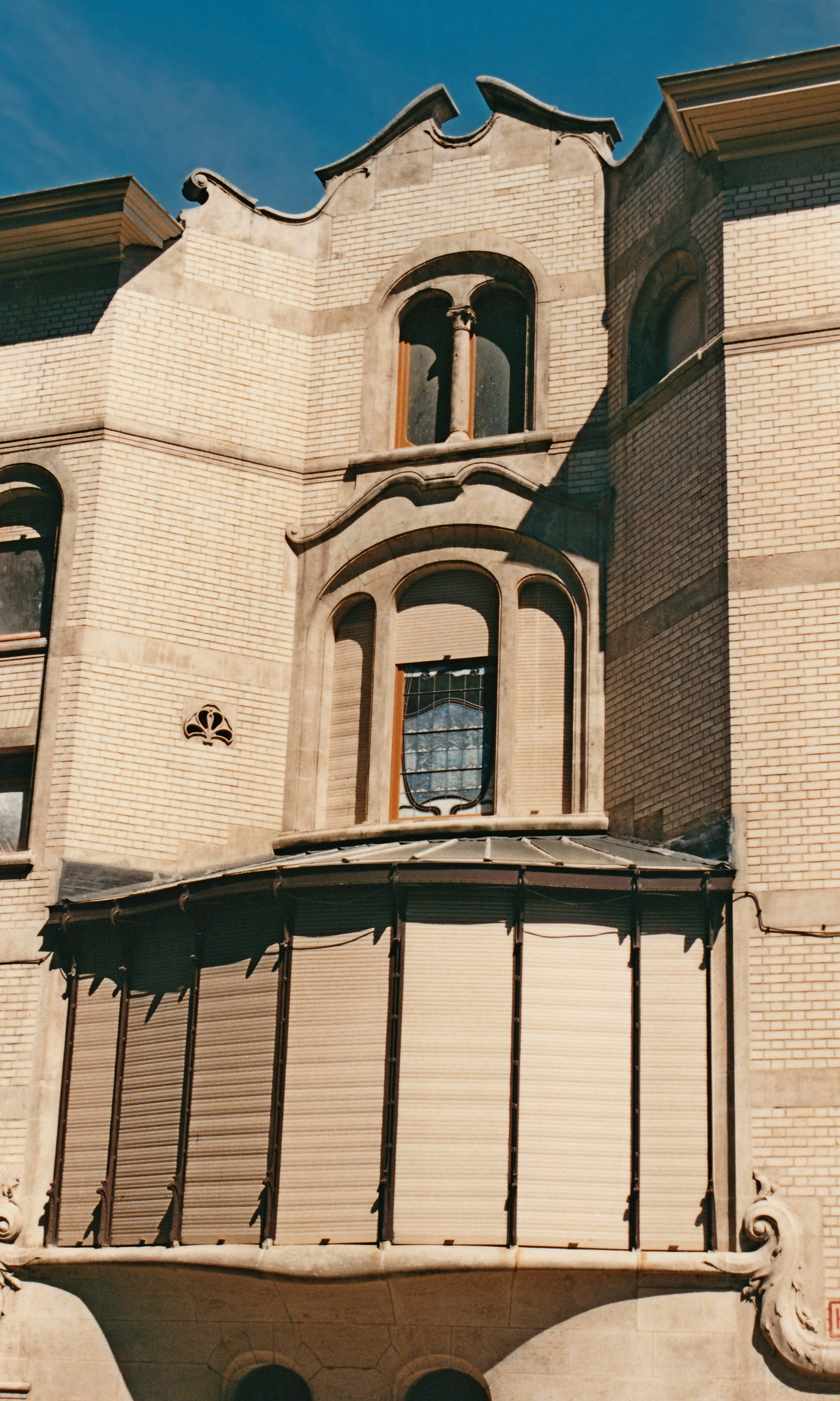
Эркер и окно по авеню Жонксьон
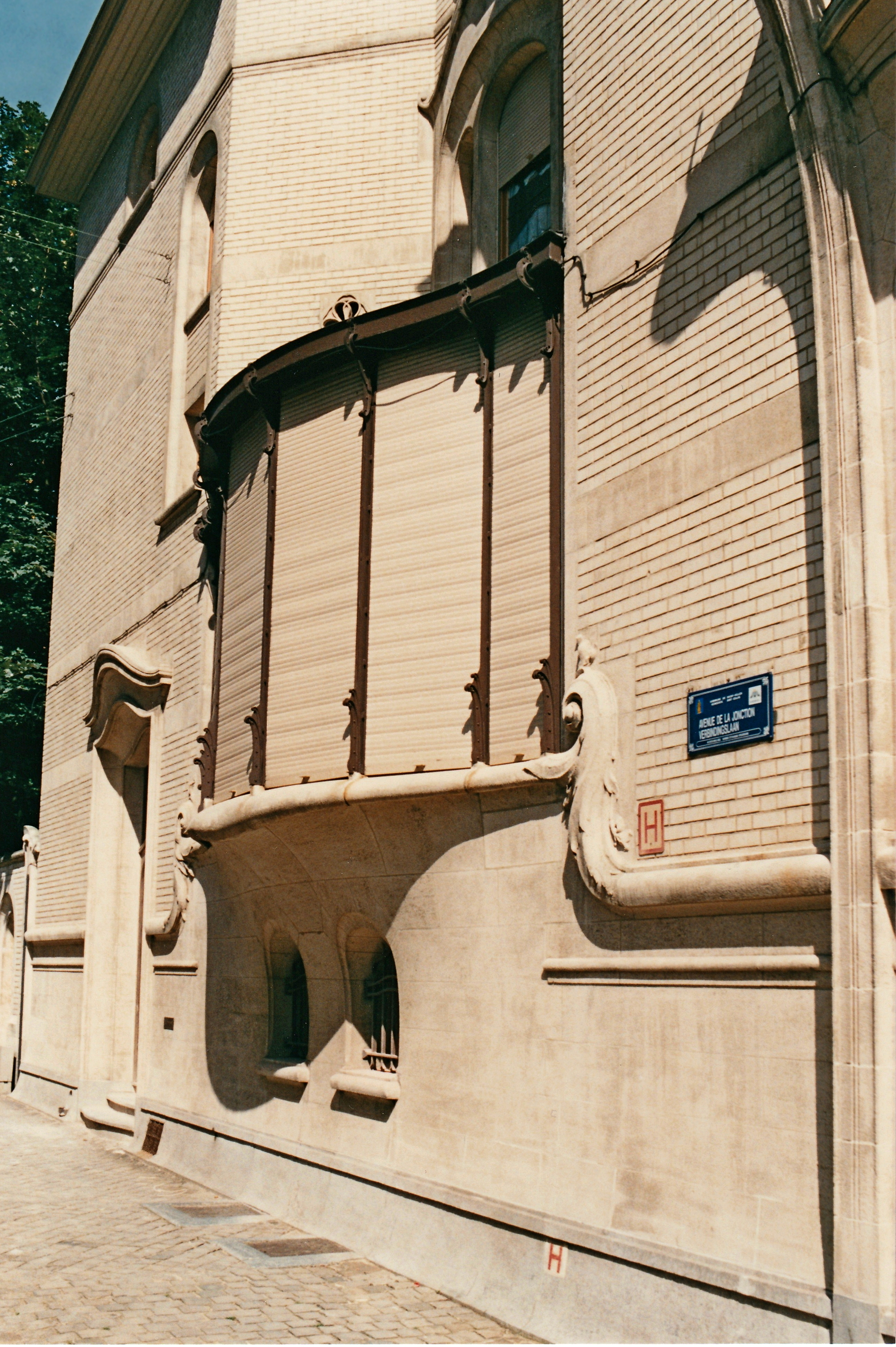
Эркер
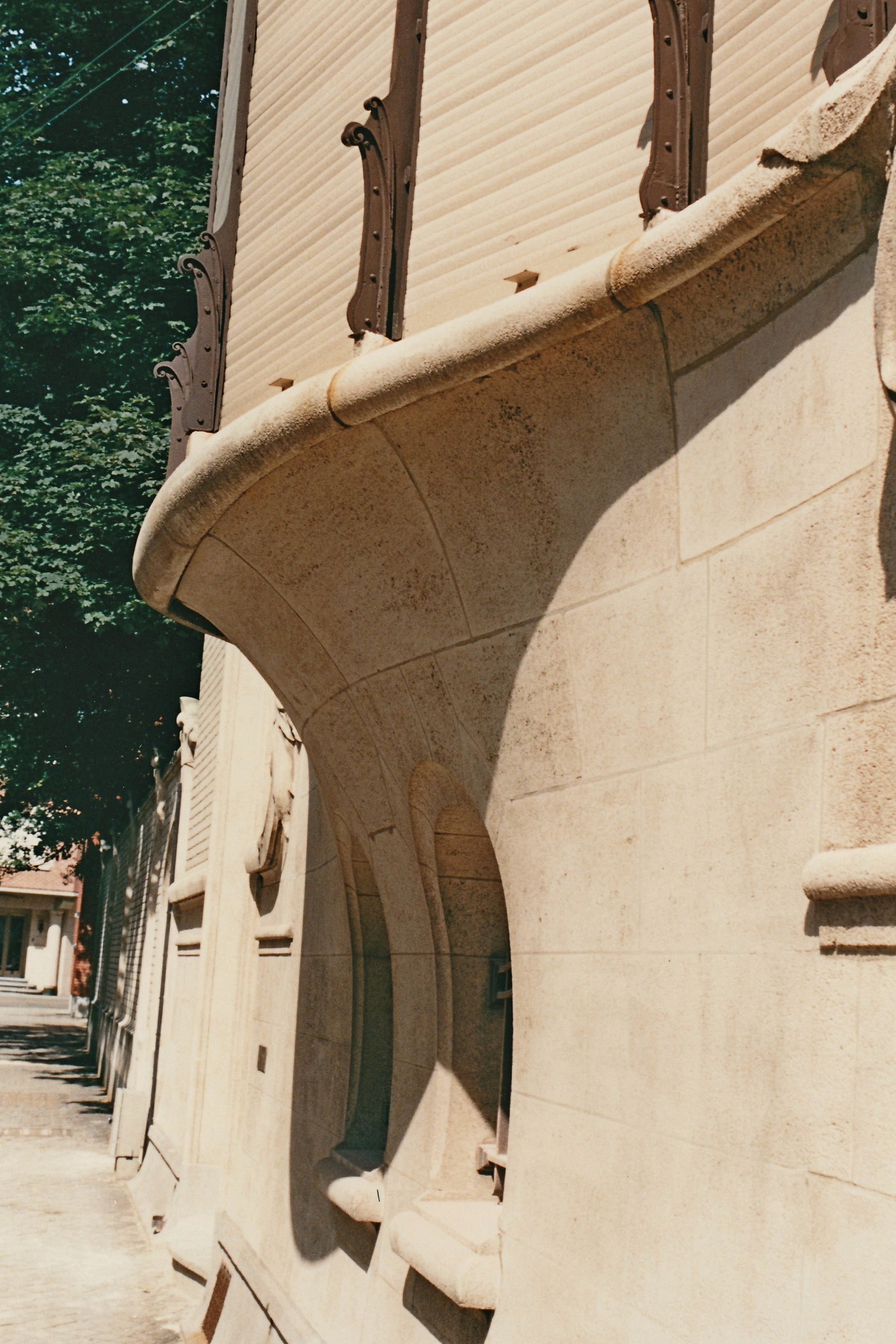
Основание эркера
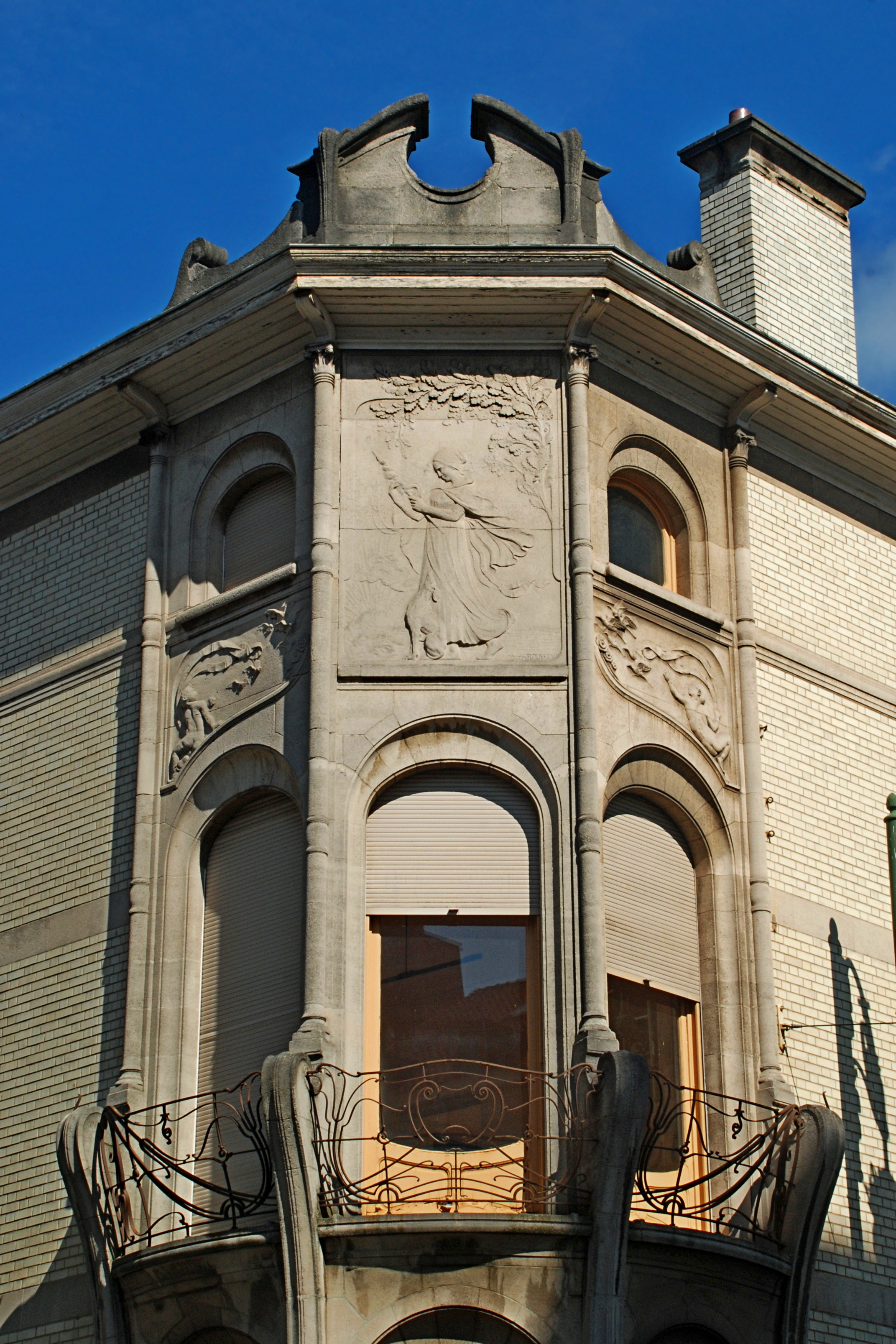
Угловые окна
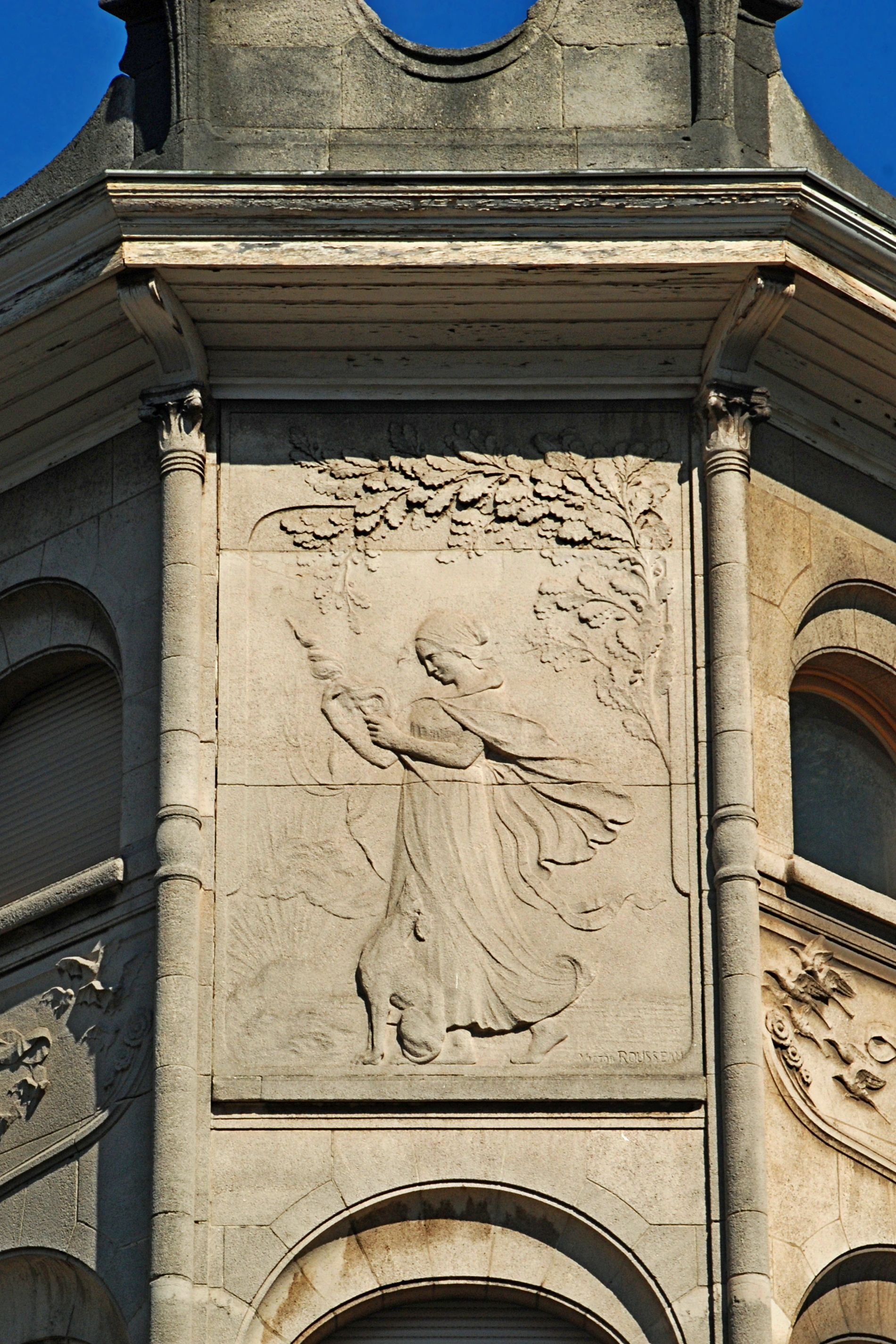
Барельеф «Прядильщица» на угловом фасаде

## Интерьер
Архитектор привлёк многих художников для оформления интерьера и отделки здания. Дизайн мебели, ныне утраченной, и внутреннее убранство — работы Эмиля Галле и Луи Мажореля. Некоторые фрески в курительной комнате и на лестничной клетке выполнены художником Полем Альбертом Бодуэном (фр.). Металлоконструкция лестницы сделана Пьером Десмедтом, витражи — Рафаэля Эвальдре.

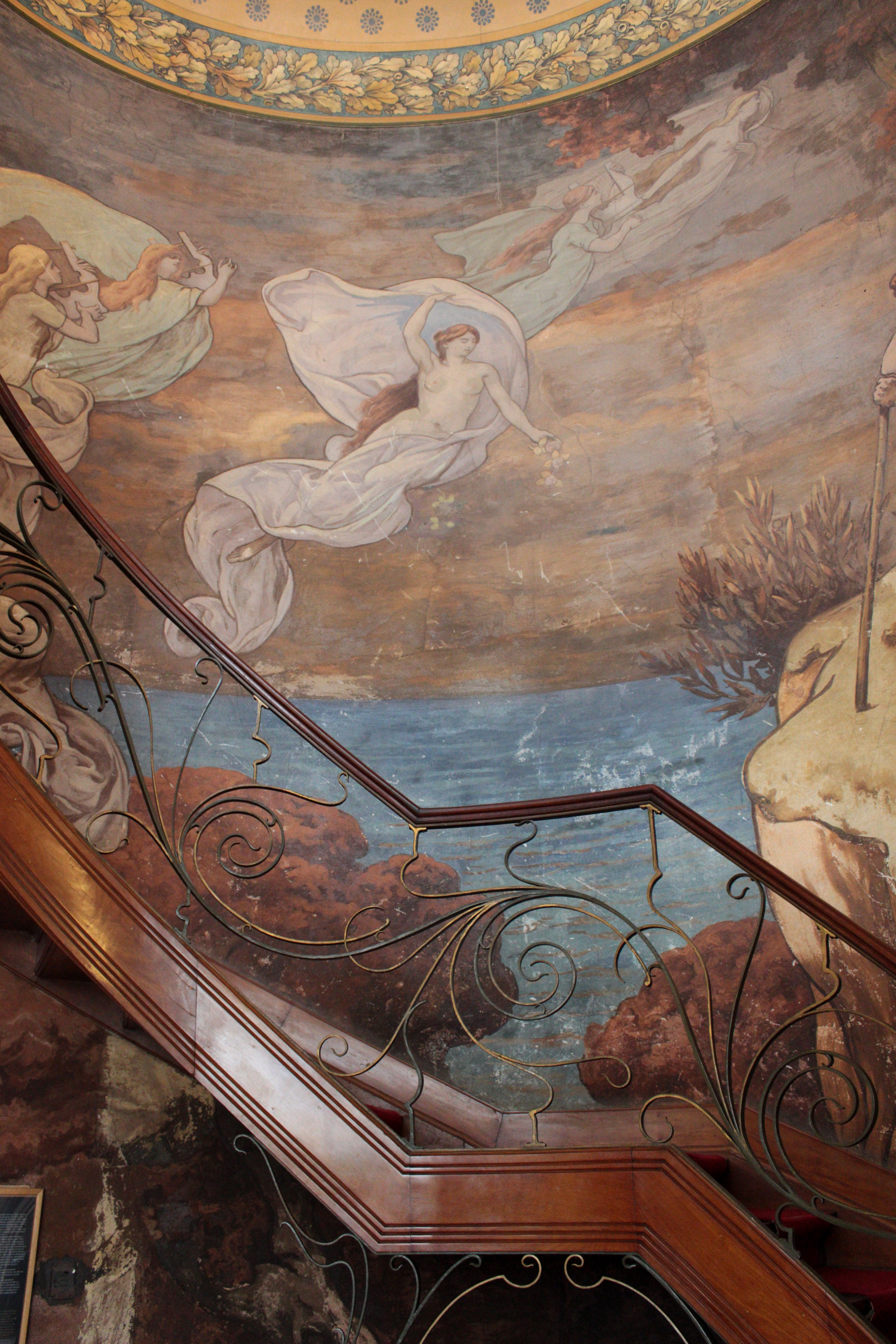
Фрески на лестничной клетке
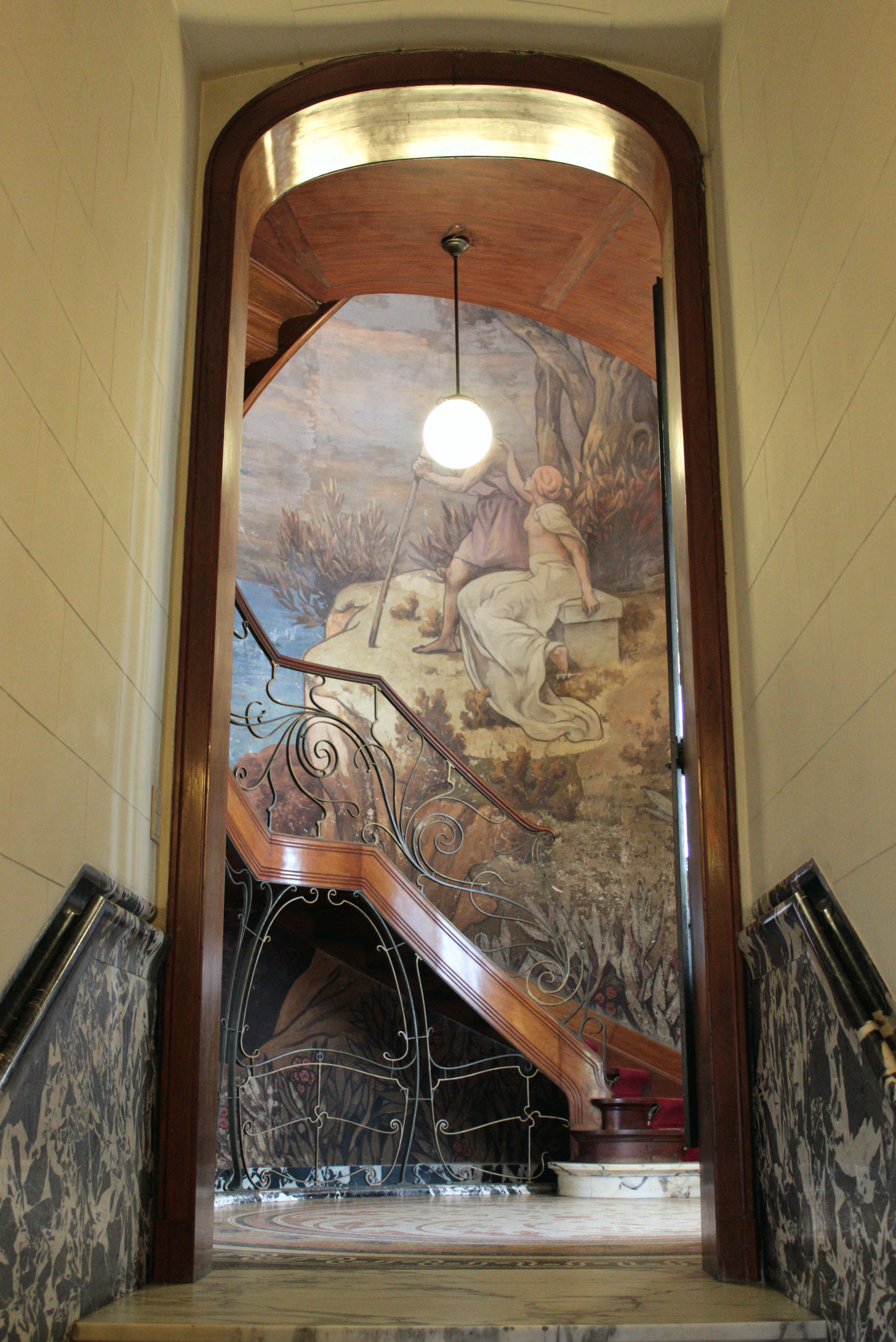
Фрески на лестничной клетке
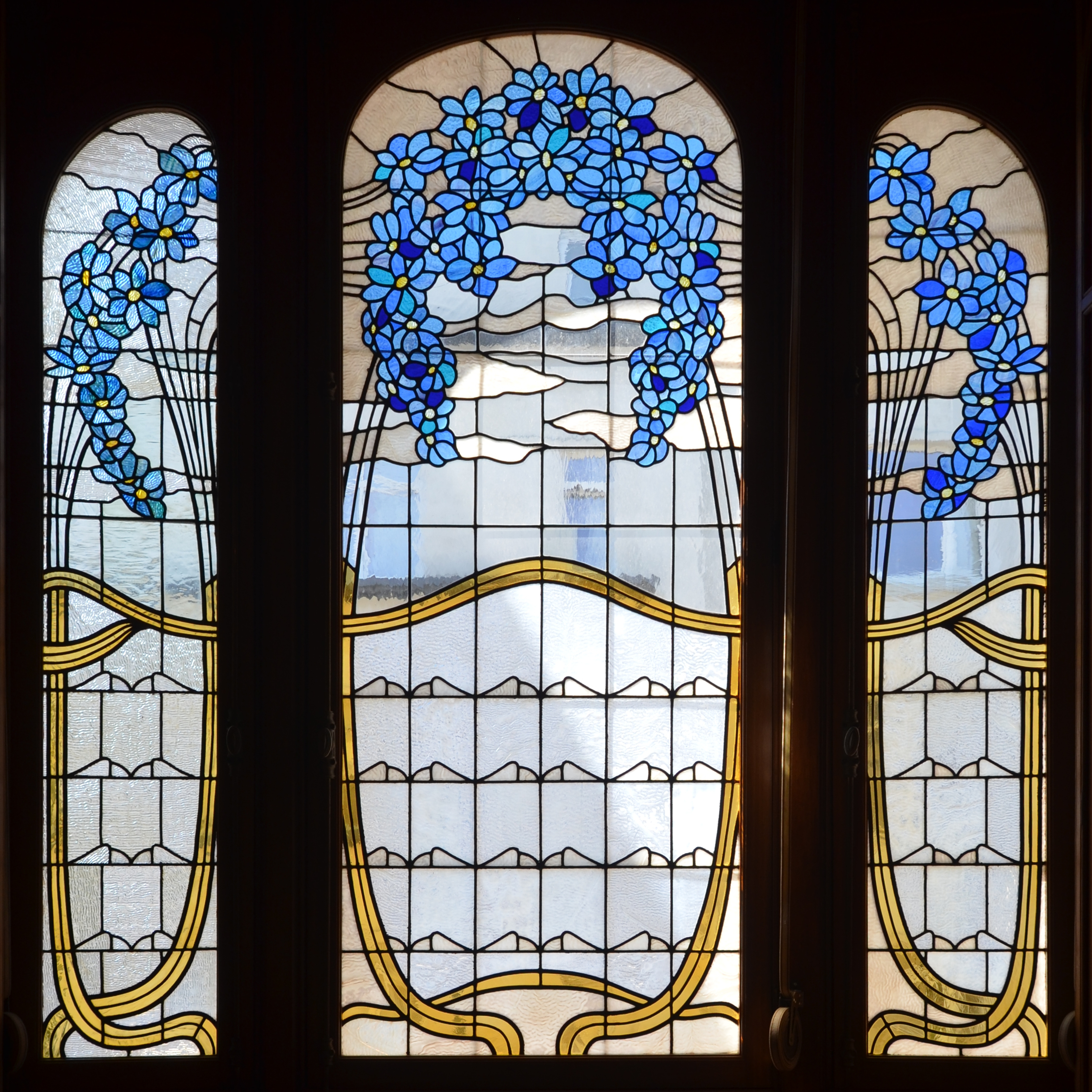
Витраж
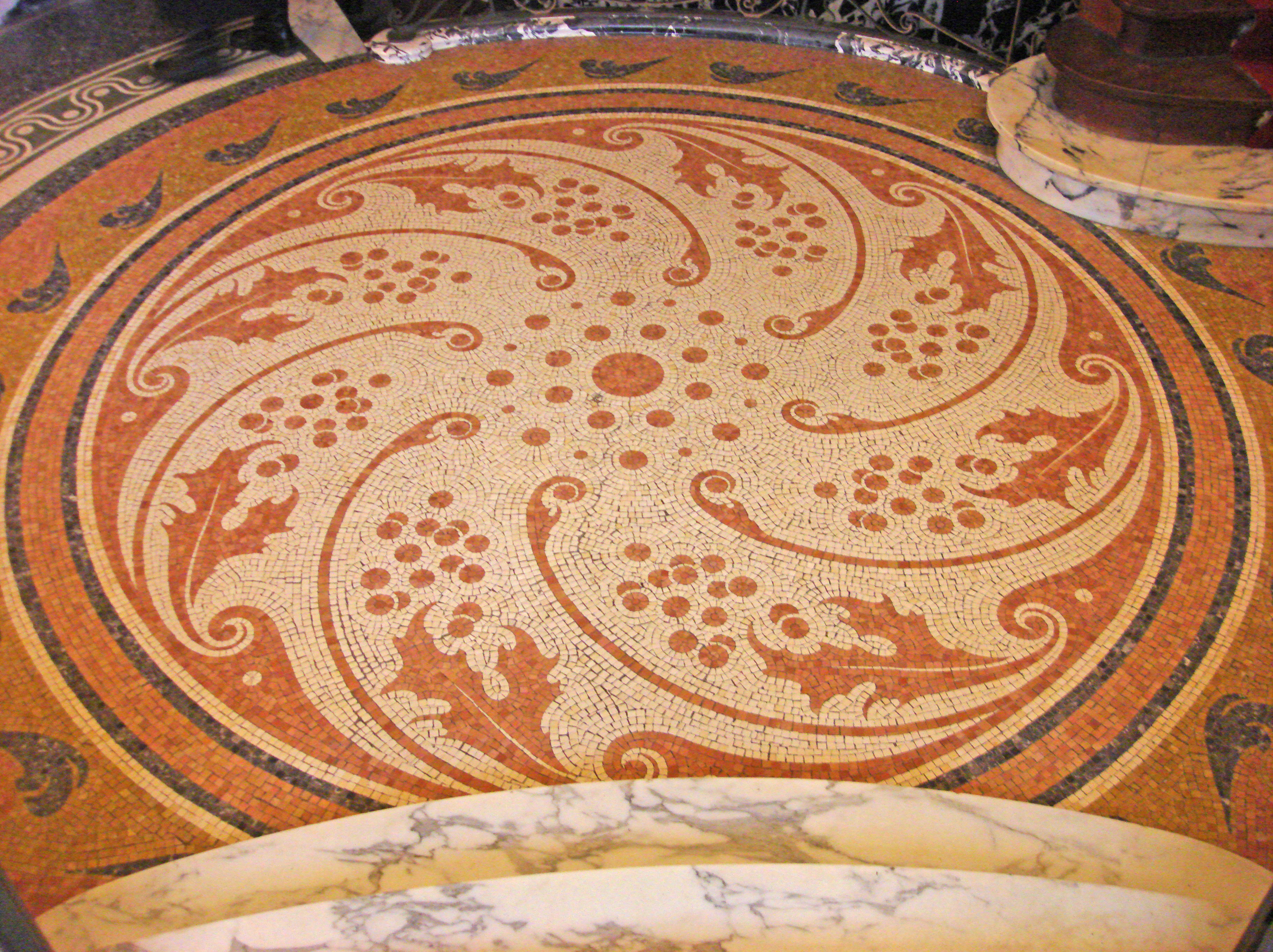
Напольная мозаика
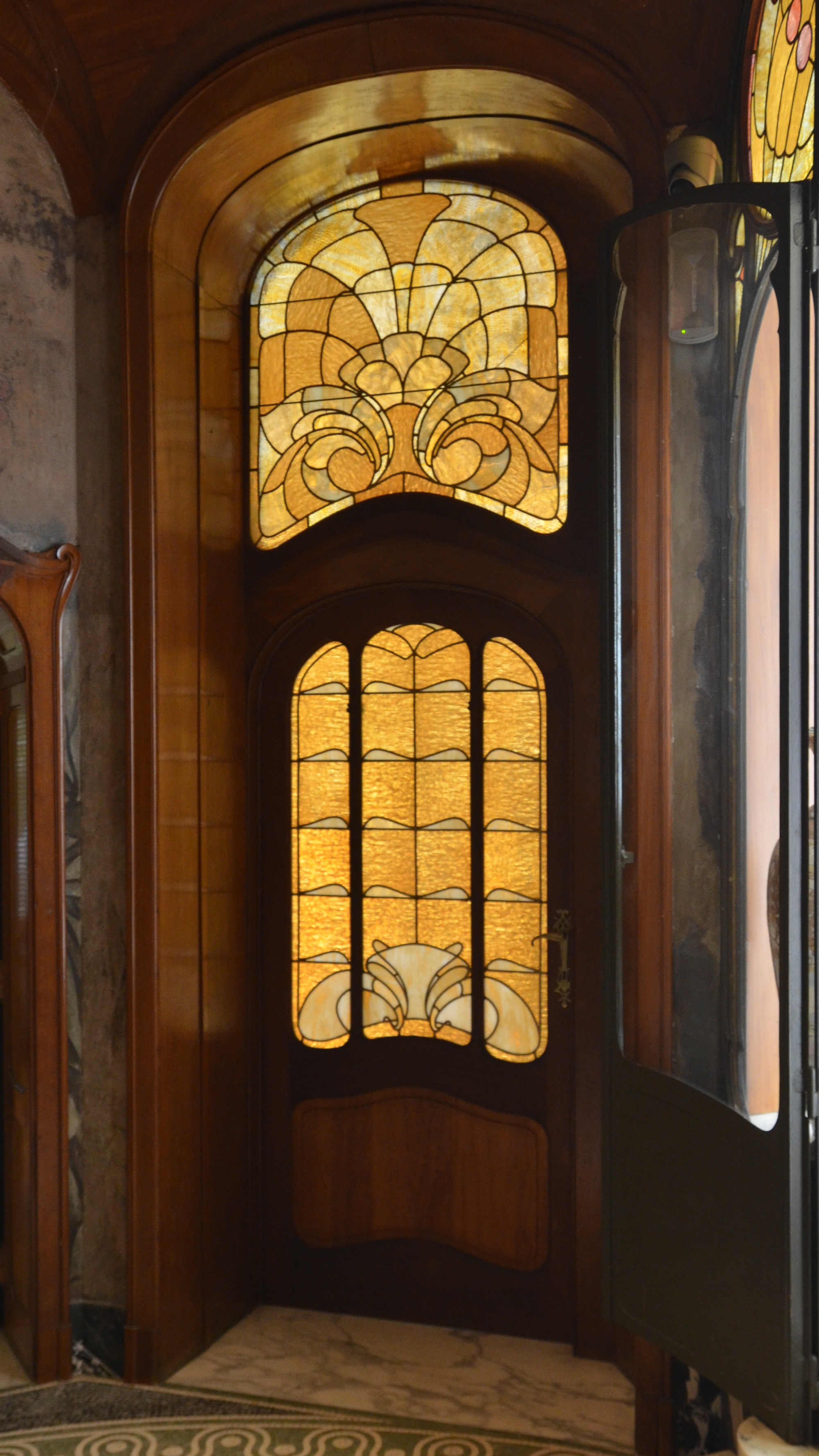
Витраж